# Puchar Świata w Piłce Siatkowej Kobiet 2011/składy
Artykuł grupuje składy wszystkich reprezentacji narodowych w piłce siatkowej, które wystąpiły w Pucharze Świata 2011 odbywającym się w Japonii.
- Przynależność klubowa i wiek na 3 listopada 2011.
- Zawodniczki oznaczone literą K to kapitanowie reprezentacji.
- Legenda: 
 Nr - numer zawodniczki
 A - atakująca 
 L - libero 
 P - przyjmująca 
 R - rozgrywająca 
 Ś - środkowa

## Algieria
Trener: Ahmed Bouakcem
Asystent: Kamel Trabelsi
| Nr | Imię i nazwisko         | Data urodzenia (wiek) | Wzrost (cm) | Klub                                 | Pozycja |
| -- | ----------------------- | --------------------- | ----------- | ------------------------------------ | ------- |
| 1  | Yasmine Oudni           | 02.08.1989 (22)       | 182         | L'Union Volley-ball                  | P       |
| 3  | Salima Hammouche        | 17.01.1984 (27)       | 158         | Groupement Sportif Pétroliers Algier | L       |
| 4  | Fatima Zahra Djouad     | 12.07.1988 (23)       | 180         | NC Bejaia                            | A       |
| 5  | Melinda Hanaoui         | 18.03.1990 (21)       | 178         | Stella Étoile Sportive Calais        | P       |
| 6  | Silya Magnana           | 16.03.1991 (20)       | 180         | ASW Bejaia                           | P       |
| 10 | Fatima Zahra Oukazi (K) | 18.01.984 (27)        | 175         | Groupement Sportif Pétroliers Algier | R       |
| 11 | Mouni Abderrahim        | 19.11.1985 (26)       | 171         | ASW Bejaia                           | P       |
| 12 | Safia Boukhima          | 10.01.1991 (20)       | 176         | ASW Bejaia                           | P       |
| 14 | Faiza Tsabet            | 22.03.1985 (26)       | 176         | CV Tenerife                          | A       |
| 15 | Aicha Mezemate          | 06.06.1991 (20)       | 187         | Naceria Club Bejaia                  | Ś       |
| 17 | Lydia Oulmou            | 02.02.1986 (25)       | 186         | Istres Ouest Provence Volley-Ball    | Ś       |
| 18 | Tassadit Aïssou         | 19.06.1989 (22)       | 184         | Nedjemet Chlef                       | Ś       |

## Argentyna
Trener: Horacio Bastit
Asystent: Eduardo Guillaume
| Nr | Imię i nazwisko            | Data urodzenia (wiek) | Wzrost (cm) | Klub                          | Pozycja |
| -- | -------------------------- | --------------------- | ----------- | ----------------------------- | ------- |
| 1  | Lucia Gaido                | 19.01.1988 (23)       | 162         | Club A. Boca Juniors          | L       |
| 3  | Yamila Nizetich            | 27.01.1989 (22)       | 183         | Stella Étoile Sportive Calais | P       |
| 4  | Maria Jimena Perez         | 06.02.1984 (27)       | 176         | Vélez Sársfield               | P       |
| 5  | Lucia Fresco               | 15.06.1991 (20)       | 193         | Club A. Boca Juniors          | A       |
| 8  | Tatiana Soledad Rizzo      | 30.12.1986 (24)       | 177         | Banco Nacion                  | P       |
| 10 | Emilce Sosa (K)            | 11.07.1987 (24)       | 180         | Club A. Boca Juniors          | Ś       |
| 12 | Antonella Bortolozzi       | 22.01.1986 (24)       | 182         | Club A. Boca Juniors          | P       |
| 13 | Leticia Boscacci           | 08.11.1985 (26)       | 184         | Club Voleibol Cuesta Piedra   | A       |
| 14 | Florencia Carlotto         | 13.10.1988 (23)       | 183         | Banco Nacion                  | Ś       |
| 16 | Florencia Natasha Busquets | 27.06.1989 (22)       | 180         | River Plate                   | Ś       |
| 17 | Antonela Ayelen Curatola   | 23.01.1991 (20)       | 186         | Vélez Sársfield               | R       |
| 18 | Yael Castiglione           | 27.09.1985 (26)       | 183         | Dinamo Romprest Bukareszt     | R       |

## Brazylia
Trener: Zé Roberto
Asystent: Paulo Barros
| Nr | Imię i nazwisko          | Data urodzenia (wiek) | Wzrost (cm) | Klub               | Pozycja |
| -- | ------------------------ | --------------------- | ----------- | ------------------ | ------- |
| 1  | Fabiana (K)              | 24.01.1985 (26)       | 193         | Fenerbahçe Stambuł | Ś       |
| 2  | Juciely Cristina Barreto | 18.12.1980 (30)       | 184         | Unilever           | Ś       |
| 3  | Dani Lins                | 05.01.1985 (26)       | 181         | SESI/SP            | R       |
| 4  | Paula                    | 22.01.1982 (29)       | 184         | Vôlei Futuro       | P       |
| 5  | Adenizia                 | 18.12.1986 (24)       | 185         | Sollys/Osasco      | Ś       |
| 6  | Thaisa                   | 15.05.1987 (24)       | 196         | Sollys/Osasco      | Ś       |
| 7  | Mari                     | 23.08.1983 (28)       | 188         | Unilever           | P       |
| 10 | Sassá                    | 09.09.1982 (29)       | 179         | SESI/SP            | P       |
| 11 | Tandara                  | 30.10.1988 (23)       | 184         | Sollys/Osasco      | A       |
| 13 | Sheilla                  | 01.07.1983 (28)       | 185         | Unilever           | A       |
| 14 | Fabí                     | 07.03.1980 (31)       | 169         | Unilever           | L       |
| 16 | Fernanda Garay           | 10.05.1986 (25)       | 179         | Vôlei Futuro       | P       |
| 17 | Fabíola                  | 03.02.1983 (28)       | 183         | Sollys/Osasco      | R       |
| 18 | Camila Brait             | 28.10.1988 (23)       | 170         | Sollys/Osasco      | L       |

## Chiny
Trener: Juemin Yu
Asystent: Yawein Lai
| Nr | Imię i nazwisko | Data urodzenia (wiek) | Wzrost (cm) | Klub     | Pozycja |
| -- | --------------- | --------------------- | ----------- | -------- | ------- |
| 1  | Wang Yimei      | 11.01.1988 (23)       | 190         | Liaoning | A       |
| 2  | Mi Yang         | 24.01.1989 (22)       | 180         | Tianjin  | R       |
| 3  | Yang Jie        | 01.03.1994 (17)       | 192         | Shanghai | P       |
| 4  | Hui Ruoqi       | 04.03.1991 (20)       | 189         | Jiangsu  | P       |
| 7  | Zhang Xian      | 16.03.1985 (26)       | 167         | Liaoning | L       |
| 8  | Wei Qiuyue (K)  | 26.09.1988 (23)       | 182         | Tianjin  | R       |
| 9  | Yang Junjing    | 15.05.1989 (22)       | 190         | Army     | Ś       |
| 10 | Shan Danna      | 08.10.1991 (20)       | 168         | Zhejiang | L       |
| 11 | Xu Yunli        | 02.08.1987 (24)       | 196         | Fujian   | Ś       |
| 13 | Yang Zhou       | 21.04.1992 (19)       | 187         | Zhejiang | Ś       |
| 14 | Chen Liyi       | 27.04.1989 (22)       | 184         | Tianjin  | P       |
| 15 | Ma Yunwen       | 19.10.986 (25)        | 189         | Shanghai | Ś       |
| 17 | Zhang Lei       | 11.01.1985 (26)       | 181         | Shangahi | A       |
| 18 | Fan Linlin      | 01.12.1990(20)        | 190         | Army     | P       |

## Dominikana
Trener:  Marcos Kwiek
Asystent:  Wagner Pacheco
| Nr | Imię i nazwisko            | Data urodzenia (wiek) | Wzrost (cm) | Klub                | Pozycja |
| -- | -------------------------- | --------------------- | ----------- | ------------------- | ------- |
| 2  | Dahiana Burgos             | 07.04.1985 (26)       | 184         | Indias de Mayagüez  | P       |
| 3  | Lisvel Eve-Castillo        | 10.09.1991 (20)       | 194         | Criollas de Caguas  | Ś       |
| 5  | Brenda Castillo            | 05.06.1992 (19)       | 167         | Criollas de Caguas  | L       |
| 6  | Carmen Caso                | 29.11.1981 (29)       | 168         | Mirador             | L       |
| 7  | Niverka Marte              | 19.10.1990 (21)       | 178         | Distrito Nacional   | R       |
| 8  | Cándida Arias              | 11.03.1992 (19)       | 192         | San Cristóbal       | Ś       |
| 10 | Milagros Cabral (K)        | 17.10.1978 (33)       | 181         | Pinkin de Corozal   | P       |
| 11 | Jeoselyna Rodriguez Santos | 09.12.1991 (19)       | 187         | CAV Murcia 2005     | A       |
| 12 | Karla Echenique            | 16.05.1986 (25)       | 180         | Deportico Nacional  | R       |
| 13 | Cindy Rondon               | 12.11.1987 (24)       | 186         | Mirador             | Ś       |
| 14 | Prisilla Rivera            | 29.12.1984 (26)       | 186         | Mets de Guaynabo    | A       |
| 18 | Bethania de la Cruz        | 13.05.1987 (24)       | 188         | Criollas de Caguas  | P       |
| 19 | Ana Binet                  | 09.02.1992 (19)       | 174         | Malanga Manoguayabo | P       |
| 20 | Brayelin Martinez          | 11.09.1996 (16)       | 194         | Mirador             | A       |

## Japonia
Trener: Masayoshi Manabe
Asystent: Kiyoshi Abo
| Nr | Imię i nazwisko  | Data urodzenia (wiek) | Wzrost (cm) | Klub              | Pozycja |
| -- | ---------------- | --------------------- | ----------- | ----------------- | ------- |
| 2  | Hitomi Nakamichi | 18.09.1985 (26)       | 159         | Toray Arrows      | R       |
| 3  | Yoshie Takeshita | 18.03.1978 (33)       | 159         | JT Marvelous      | R       |
| 6  | Yūko Sano        | 26.07.1979 (32)       | 159         | Igtisadchi Baku   | L       |
| 7  | Mai Yamaguchi    | 03.07.1983 (28)       | 176         | Okayama Seagulls  | P       |
| 8  | Kotoki Zayasu    | 11.01.1990 (21)       | 160         | Hisamitsu Springs | L       |
| 9  | Mizuho Ishida    | 22.01.1988 (23)       | 174         | Hisamitsu Springs | P       |
| 10 | Nana Iwasaka     | 03.07.1990 (21)       | 187         | Hisamitsu Springs | A       |
| 11 | Erika Araki (K)  | 03.08.1984 (27)       | 186         | Toray Arrows      | Ś       |
| 12 | Saori Kimura     | 19.08.1986 (25)       | 185         | Toray Arrows      | P       |
| 13 | Risa Shinnabe    | 11.07.1990 (21)       | 174         | Hisamitsu Springs | P       |
| 14 | Yukiko Ebata     | 07.11.1989 (21)       | 176         | Hitachi Rivale    | P       |
| 15 | Maiko Kano       | 15.07.1988 (23)       | 185         | Hisamitsu Springs | P       |
| 16 | Saori Sakoda     | 18.11.1987 (23)       | 176         | Toray Arrows      | P       |
| 18 | Kazuyo Mori      | 21.07.1976 (35)       | 175         | Okayama Seagulls  | Ś       |

## Korea Południowa
Trener: Kim Hyung-sil
Asystent: Hong Sung-jin
| Nr | Imię i nazwisko  | Data urodzenia (wiek) | Wzrost (cm) | Klub                                        | Pozycja |
| -- | ---------------- | --------------------- | ----------- | ------------------------------------------- | ------- |
| 1  | Kim Min-ji       | 25.05.1985 (26)       | 187         | CS Galtex Seul                              | P       |
| 3  | Jung Ji-youn     | 28.06.1980 (31)       | 178         | Yangsan City                                | R       |
| 4  | Hwang Youn-joo   | 13.08.1986 (25)       | 177         | Suwon Hyundai E&C Hillstate                 | P       |
| 6  | Choi Youn-ok     | 23.04.1985 (26)       | 173         | Seongnam Korea Expressway Hi-pass Zenith    | R       |
| 7  | Yoon Hye-suk     | 19.06.1983 (28)       | 174         | Suwon Hyundai E&C Hillstate                 | P       |
| 8  | Nam Jie-youn     | 25.05.1983 (28)       | 172         | CS Galtex Seul                              | L       |
| 10 | Kim Yeon-koung   | 26.02.1988 (23)       | 192         | Fenerbahçe                                  | A       |
| 13 | Lee Bo-lam       | 08.08.1988 (23)       | 185         | Seongnam Korea Expressway Hi-pass Zenith    | Ś       |
| 14 | Joo Yea-na       | 02.05.1990 (21)       | 175         | Incheon Hungkuk Life Insurance Pink Spiders | P       |
| 15 | Kim Se-young (K) | 04.06.1981 (30)       | 190         | Seongnam Korea Expressway Hi-pass Zenith    | Ś       |
| 16 | Jang Young-eun   | 30.10.1993 (18)       | 182         | Seongnam Korea Expressway Hi-pass Zenith    | Ś       |
| 17 | Kim Hye-jin      | 17.02.1989 (22)       | 180         | Incheon Hungkuk Life Insurance Pink Spiders | Ś       |
| 18 | Kim Hee-jin      | 29.04.1991 (20)       | 185         | IBK Altos                                   | Ś       |
| 19 | Park Jeong-ah    | 26.03.1993 (18)       | 185         | IBK Altos                                   | A       |

## Niemcy
Trener:  Giovanni Guidetti
Asystent: Felix Koslowski
| Nr | Imię i nazwisko        | Data urodzenia (wiek) | Wzrost (cm) | Klub                            | Pozycja |
| -- | ---------------------- | --------------------- | ----------- | ------------------------------- | ------- |
| 1  | Lenka Dürr             | 10.12.1990 (20)       | 171         | Rote Raben Vilsbiburg           | L       |
| 2  | Kathleen Weiß          | 02.02.1984 (27)       | 171         | Zoppas Spes Conegliano          | R       |
| 4  | Kerstin Tzscherlich    | 15.02.1978 (33)       | 179         | Dresdner SC                     | L       |
| 7  | Angelina Grün          | 02.12.1979 (31)       | 185         | Alemannia Aachen                | P       |
| 8  | Berit Kauffeldt        | 09.07.1990 (21)       | 190         | Schweriner SC                   | Ś       |
| 9  | Corina Ssuschke-Voight | 09.05.1983 (28)       | 189         | Trefl Sopot                     | Ś       |
| 10 | Anne Matthes           | 30.05.1985 (26)       | 182         | Dresdner SC                     | P       |
| 11 | Christiane Fürst       | 29.03.1985 (26)       | 192         | Vakifbank Gunes Sigorta Stambuł | Ś       |
| 13 | Saskia Hippe           | 16.01.1991 (20)       | 186         | Famila Generali Chieri          | A       |
| 14 | Margareta Kozuch (K)   | 30.10.1986 (25)       | 188         | Trefl Sopot                     | A       |
| 15 | Maren Brinker          | 10.07.1986 (25)       | 184         | Scavolini Pesaro                | P       |
| 16 | Lisa Thomsen           | 20.08.1985 (26)       | 172         | Schweriner SC                   | L       |
| 19 | Regina Burchardt       | 01.07.1983 (28)       | 186         | 1. VC Wiesbaden                 | P       |
| 20 | Mareen Apitz           | 26.03.1987 (24)       | 183         | Dresdner SC                     | R       |

## Serbia
Trener: Zoran Terzić
Asystent: Branko Kovačević
| Nr | Imię i nazwisko       | Data urodzenia (wiek) | Wzrost (cm) | Klub                          | Pozycja |
| -- | --------------------- | --------------------- | ----------- | ----------------------------- | ------- |
| 2  | Jovana Brakočević (K) | 05.03.1988 (23)       | 196         | JT Marvelous                  | A       |
| 3  | Sanja Malagurski      | 08.06.1990 (21)       | 193         | Asystel Novara                | P       |
| 4  | Bojana Živković       | 29.03.1988 (23)       | 185         | Volero Zurych                 | R       |
| 5  | Nataša Krsmanović     | 19.06.1985 (26)       | 188         | Telecom Baku                  | Ś       |
| 6  | Tijana Malesević      | 18.03.1991 (20)       | 185         | Volero Zurych                 | P/A     |
| 7  | Brižitka Molnar       | 27.08.1985 (26)       | 182         | NEC Red Rockets               | P       |
| 8  | Ana Antonijević       | 26.08.1987 (24)       | 185         | RC Cannes                     | R       |
| 9  | Jovana Vesović        | 21.06.1987 (24)       | 182         | CS Volei 2004 Tomis Konstanca | P       |
| 13 | Ana Bjelica           | 03.04.1992 (19)       | 190         | Crvena Zvezda Belgrad         | A       |
| 14 | Nađa Ninković         | 01.11.1991 (21)       | 193         | Volero Zurych                 | Ś       |
| 16 | Milena Rašić          | 25.10.1990 (20)       | 193         | RC Cannes                     | Ś       |
| 17 | Stefana Veljković     | 09.01.1990 (20)       | 190         | Asystel Novara                | Ś       |
| 18 | Suzana Ćebić          | 09.11.1984 (27)       | 167         | VfB 91 Suhl                   | L       |
| 19 | Silvija Popović       | 15.03.1986 (25)       | 175         | Telecom Baku                  | L       |

## Stany Zjednoczone
Trener:  Hugh McCutcheon
Asystent: Karch Kiraly
| Nr | Imię i nazwisko       | Data urodzenia (wiek) | Wzrost (cm) | Klub                            | Pozycja |
| -- | --------------------- | --------------------- | ----------- | ------------------------------- | ------- |
| 1  | Alisha Glass          | 05.04.1988 (20)       | 184         | Trefl Sopot                     | R       |
| 2  | Danielle Scott-Arruda | 01.10.1972 (39)       | 188         | Desportiva e Cultural Metodista | Ś       |
| 3  | Tayyiba Haneef-Park   | 23.03.1979 (32)       | 200         | Igtisadchi Baku                 | A       |
| 4  | Lindsey Berg (K)      | 16.07.1980 (31)       | 173         | MC-Carnaghi Villa Cortese       | R       |
| 6  | Nicole Davis          | 24.04.1982 (29)       | 167         | Lokomotiv Baku                  | L       |
| 7  | Heather Bown          | 29.11.1978 (32)       | 188         | Azerrail Baku                   | Ś       |
| 8  | Cynthia Barboza       | 07.02.1987 (24)       | 183         | LIU•JO Volley Modena            | P       |
| 9  | Jennifer Tamas        | 23.11.1982 (28)       | 191         | Azerrail Baku                   | Ś       |
| 11 | Jordan Larson-Burbach | 16.10.1986 (25)       | 188         | Dinamo Kazań                    | P       |
| 14 | Tamari Miyashiro      | 08.07.1987 (24)       | 170         | SVS Post Schwechat              | L       |
| 15 | Logan Tom             | 25.05.1981 (30)       | 186         | Fenerbahçe Stambuł              | P       |
| 16 | Foluke Akinradewo     | 05.10.1987 (24)       | 191         | Dinamo Krasnodar                | Ś       |
| 18 | Megan Hodge           | 15.10.1988 (23)       | 191         | Trefl Sopot                     | P       |
| 19 | Destinee Hooker       | 07.09.1987 (24)       | 193         | Sollys/Osasco                   | A       |

## Włochy
Trener: Massimo Barbolini
Asystent: Marco Bracci
| Nr | Imię i nazwisko        | Data urodzenia (wiek) | Wzrost (cm) | Klub                      | Pozycja |
| -- | ---------------------- | --------------------- | ----------- | ------------------------- | ------- |
| 1  | Sara Anzanello         | 30.07.1980 (31)       | 193         | Azerrail Baku             | Ś       |
| 2  | Cristina Barcellini    | 20.11.1986 (24)       | 183         | Asystel Novara            | P       |
| 3  | Paola Croce            | 06.03.1978 (33)       | 167         | LIU•JO Volley Modena      | L       |
| 6  | Monica De Gennaro      | 08.01.1987 (24)       | 174         | Scavolini Pesaro          | P       |
| 8  | Carolina Costagrande   | 18.10.1980 (31)       | 187         | Evergrande Volleyball     | A/P     |
| 9  | Caterina Bosetti       | 02.02.1984 (17)       | 179         | MC-Carnaghi Villa Cortese | P       |
| 10 | Immacolata Sirressi    | 19.05.1990 (21)       | 175         | Chateau d'Ax Urbino       | L       |
| 13 | Valentina Arrighetti   | 26.01.1985 (26)       | 189         | Volley Bergamo            | Ś       |
| 14 | Eleonora Lo Bianco (K) | 22.10.1979 (32)       | 172         | Galatasaray SK            | R       |
| 15 | Antonella Del Core     | 05.11.1980 (30)       | 180         | Fakieł Nowyj Urengoj      | P       |
| 16 | Lucia Bosetti          | 09.07.1989 (22)       | 175         | MC-Carnaghi Villa Cortese | P       |
| 17 | Simona Gioli           | 17.09.1977 (34)       | 185         | Fakieł Nowyj Urengoj      | Ś       |
| 18 | Noemi Signorile        | 15.02.1990 (21)       | 182         | Volley Bergamo            | R       |
| 19 | Raphaela Folie         | 07.03.1991 (20)       | 186         | Asystel Novara            | Ś       |